# سد ماسوداغاوا
سد ماسوداغاوا هو سد جاذبية يقع في محافظة شيمانه في اليابان. يستخدم السد للسيطرة على الفيضانات. تبلغ مساحة مستجمعات المياه في السد 87.6 كيلومترًا مربعًا. يحجز السد حوالي 54 هكتارًا من الأرض عندما يمتلئ ويمكنه تخزين 6750 ألف متر مكعب من المياه. بدأ بناء السد في عام 1973 واكتمل في عام 2005. 